# Municipio de Spring Garden (Illinois)
El municipio de Spring Garden (en inglés: Spring Garden Township) es un municipio ubicado en el condado de Jefferson en el estado estadounidense de Illinois. En el año 2010 tenía una población de 3307 habitantes y una densidad poblacional de 33,52 personas por km².

## Geografía
El municipio de Spring Garden se encuentra ubicado en las coordenadas 38°9′45″N 88°52′23″O / 38.16250, -88.87306. Según la Oficina del Censo de los Estados Unidos, el municipio tiene una superficie total de 98.66 km², de la cual 95,08 km² corresponden a tierra firme y (3,62 %) 3,57 km² es agua.

## Demografía
Según el censo de 2010, había 3307 personas residiendo en el municipio de Spring Garden. La densidad de población era de 33,52 hab./km². De los 3307 habitantes, el municipio de Spring Garden estaba compuesto por el 70,46 % blancos, el 24,92 % eran afroamericanos, el 0,3 % eran amerindios, el 0,21 % eran asiáticos, el 3,6 % eran de otras razas y el 0,51 % eran de una mezcla de razas. Del total de la población el 6,74 % eran hispanos o latinos de cualquier raza.